# Klamydia
Klamydia é uma banda finlandesa de punk rock formada em 1988. 

## Integrantes
- Vesa "Vesku" Jokinen (vocal)
- Jari "Jakke" Helin (guitarra)
- Sami "Severi" Kohtamäki (baixo)
- Riku Purtola (bateria)

## Discografia

### Álbuns
- Älpee (1989), CD-version nimi Ceedee (1992)
- Tres hombres (1990)
- Los celibatos (1991, myi kultaa)
- Pää kiinni painajainen (1992)
- Masturbaatio ilman käsiä (1993)
- Kötinää! -live (1994)
- Tippurikvartetti (1994)
- Klamydia/Die Lokalmatadore: Himmelachtungperkele -live (1994)
- Siittiöt sotapolulla (1995, myi kultaa)
- Lahjattomat -kokoelma (1995)
- Klamydia/Die Lokalmatadore: Kipsi (1996)
- Klamysutra (1996)
- Tango delirium (1997)
- Klamytologia (3 cd) 10-vuotisjuhlakokoelma (1998, myi platinaa)
- ...ja käsi käy -live (1998)
- Zulupohjalta (1999)
- Klamytapit (2001)
- Punktsipum (2002)
- Piikkinä lihassa 15-vuotisjuhlakokoelma (2003)
- Urpojugend (2004)
- Tyhmyyden ylistys (2005)
- Klamydia (2007)
- Rujoa taidetta (2009)

### LPs
- Älpee (1989)
- Tres hombres (1990)
- Los celibatos (1991)
- Pää kiinni painajainen (1992)
- Himmel achtung perkele (kuvalevy) (1993)
- Siittiöt sotapolulla (1995)
- Klamydia/Die Schwarzen Schafe: Split lp (1995)
- Klamydia/Die Lokalmatadore: Kipsi (1995)
- Klamysutra (1998)
- Tango delirium (1998)

### EPs
- Heja grabbar (1989)
- ...ja tauti leviää (1989)
- Heppi keippi (1989)
- Klamydia/Die Schwarzen Schafe: Split ep (1990)
- Säynäväynäviä (1990)
- Hihhulit tuloo (1990)
- I really hate you (1990)
- Lahja (1992)
- Huono (1993)
- Klamydia/Die Lokalmatadore: Saksaa tulee takaapäin (1994)
- Klamydia/l.a.m.f.: Split ep (1994)